# Кутейниковское сельское поселение (Зимовниковский район)
Кутейниковское се́льское поселе́ние — муниципальное образование в Зимовниковском районе Ростовской области Российской Федерации.
Административный центр — станица Кутейниковская.

## Состав сельского поселения
| №  | Населённый пункт | Тип населённого пункта          | Население |
| -- | ---------------- | ------------------------------- | --------- |
| 1  | Жирный           | хутор                           | 31        |
| 2  | Иловайский       | хутор                           | 394       |
| 3  | Калинин          | хутор                           | 51        |
| 4  | Кутейниково      | железнодорожная станция         | 31        |
| 5  | Кутейниковская   | станица, административный центр | ↘1203     |
| 6  | Новолодин        | хутор                           | 124       |
| 7  | Петровский       | хутор                           | 90        |
| 8  | Садовский        | хутор                           | 130       |
| 9  | Трудовой         | хутор                           | 8         |
| 10 | Харьковский      | хутор                           | 471       |

## Население
| 2010  | 2012  | 2013  | 2014  | 2015  | 2016  | 2017  |
| ----- | ----- | ----- | ----- | ----- | ----- | ----- |
| 2533  | ↘2509 | ↘2505 | ↘2477 | ↘2468 | ↘2452 | ↘2435 |
| 2018  | 2019  | 2020  | 2021  |       |       |       |
| ↘2403 | ↘2330 | ↘2254 | ↘2233 |       |       |       |